# Brigitta
A Brigitta kelta (ír) eredetű női név. Jelentése: magasztos.

## Rokon nevek
Birgit, Britta, Gitta

## Gyakorisága
Az újszülötteknek adott nevek körében az 1990-es években igen gyakori volt. A 2000-es években az 52-90., a 2010-es évek legelején a 90. helyen szerepelt a 100 leggyakrabban adott női név között, de azóta már nincs az első 100-ban, a név népszerűsége csökken.
A teljes népességre vonatkozóan a Brigitta a 2000-es években az 50-53., a 2010-es években az 51-53. helyen állt a 100 leggyakrabban viselt női név között.

## Névnapok
február 1., július 23., október 8., október 11.

## Idegen nyelvű változatai
- Brigitte (francia)
- Bridget (angol)

## Híres Brigitták
- Brigitte Bardot francia színésznő
- Brigitte Mohnhaupt német terrorista
- Brigitte Nielsen dán színésznő
- Egyed Brigitta színésznő
- Borbély Brigitta énekesnő
- Erdőhegyi Brigitta énekesnő
- Írországi Szent Brigitta, (kildare-i), Írország egyik védőszentje
- Szent Brigitta, Svédország védőszentje